# Proterix
Proterix — вимерлий рід їжакоподібних комахоїдних з пізнього олігоцену до раннього міоцену Північної Америки.

## Опис
Протерікс був бронеголовим рийним комахоїдним. Хоча в науково-популярній книзі було припущено, що він без кінцівок, було знайдено дуже мало посткраніального скелета, що є типовим для ссавців. Оригінальна довідка передбачає можливість зменшення кінцівок через незвично велику кількість поперекових хребців, але попереджає, що висновки слід робити застережено, доки не буде знайдено повний скелет.